# なぜだ内藤
『なぜだ内藤』（なぜだないとう）は、赤のキノコによる日本の漫画。KADOKAWAの漫画雑誌（企画編集 - コミック&キャラクター局 ）『月刊少年エース』にて2016年5月号から2017年5月号まで連載。4コマ漫画形式で連載されている。雑誌内で公称されているジャンルはポジティブ系一方通行コメディー。
続編である『なぜだ内藤2nd』が、同誌にて2017年10月号から2019年5月号まで連載。高校2年生になった伊藤と内藤が描かれている。
作者のpixiv（外部リンク）にて不定期に投稿がされている。

## 登場人物
内藤 悟（ないとう さとる）
主人公の男子高校生。左頬の絆創膏が特徴。同級生の伊藤に対して恋心を隠さずに、会うたびに求愛・求婚している。伊藤に拒否されても不屈でポジティブに解釈し、そこからさらに求愛することもある。しかし伊藤と触っているだけで激しく動揺するなどかなりのヘタレである。高校卒業後の後日談では大学へ進学し伊藤と同居したのち、27歳で伊藤と結婚し息子の恭平を設けているが、その息子に対してはいまいち素直になれていない模様。職業は医師で、仕事中は眼鏡をかけている。
伊藤 さとみ（いとう さとみ）
ヒロインの女子高校生。内藤から求愛されるたびに断ったり暴力や暴言を吐いたりするもののへこたれない内藤に手を焼いているが、結果的に内藤といつもよくつるんでいることになってしまっている。勉強は苦手で成績はあまり良くない。高校卒業後の後日談では内藤と結婚している。
内藤 ゆり（ないとう ゆり）
内藤の母。男子十数名程からなる不良グループをたった1人で叩きのめす強さを持つ。高校生時代に不良グループの一人だった内藤聡と出会い、聡の求愛の末結婚。ケーキ屋でパートをしている。高校時代は三つ編みだった。
内藤 聡（ないとうさとし）
内藤の父。太眉で、息子同様左頬に絆創膏を貼っている。高校生時代にゆりと出会い、一目惚れし求愛する。同時につるんでた不良グループを抜けるが不良仲間に暴力を振るわれていた所をゆりに助けられ、同時に付き合うことになり高校卒業後結婚した。職業は料理人。
伊藤 俊也（いとう しゅんや）
伊藤の兄。会社員で、作者曰く一生独身。妹とは約10歳差がある。内藤を「未来の弟｣と呼んだり、仕事が休みだと伊藤にかまっており、伊藤と外食したり一緒に買い物に行っている。妹の結婚後は母に連れ回される事が多くなった。低血圧で夜勤が多いためか、朝は機嫌が悪い。
後藤 ミカ（ごとうみか）
内藤と伊藤のクラスメイト。魔法少女ミカリンという名前で魔法少女をやっている。
斉藤 なな（さいとう なな）
内藤と伊藤のクラスメイト。後藤のことが好きな女子高生で、髪型も揃えている。
加藤（かとう）
内藤と伊藤のクラスメイト。クラスメイトの須藤のことが好きな女子高生。内藤の求愛で告白を躊躇っている。
須藤（すどう）
内藤と伊藤のクラスメイト。クラスメイトの加藤のことが好き。内藤の求愛で告白を躊躇っている。他の物語上では未来人であり、モブキャラの滅亡を防ぐため加藤と協力している。
遠藤（えんどう）
内藤と伊藤のクラスメイト。お金持ちで伊藤の席の一つ前。伊藤を口説こうとして内藤の反感を買った。
内藤 恭平（ないとう きょうへい）
スピンオフ作品『今日のキョーキョー』に登場。悟とさとみの息子の男子高校生。父親と同じくギザ歯だが、左頬に絆創膏が無い。家族の中ではまともな性格。同級生の藤堂杏子とは高校入学初日の登校中に出会い、かなり早いタイミングで告白し付き合い始めた。父親の悟に比べ杏子とのスキンシップを頻繁に行う。
藤堂 杏子（ふじどう きょうこ）
『今日のキョーキョー』に登場。恭平の彼女の女子高校生。高校入学初日に遅刻しそうになり、通学路で転んだ時に恭平と出会った。本人に自覚は無いが、変わった言動が多い。恭平のことは好きなのだが彼に対して素直になれず、七夕の短冊に「素直になりたい」と書いていた。座席は恭平のすぐ前。
吉藤 紗枝（よしふじ さえ）
『今日のキョーキョー』に登場。恭平と杏子のクラスメートの女子高校生。恭平と同じ中学校に通っていた。座席は杏子のすぐ右。

## 書誌情報
- 赤のキノコ 『なぜだ内藤』 KADOKAWA〈角川コミックス・エース〉、全3巻
  1. 『なぜだ内藤』 2017年4月26日発売、ISBN 978-4-04-105355-3
  2. 『なぜだ内藤 2nd』 2018年7月24日発売、ISBN 978-4-04-107287-5
  3. 『なぜだ内藤 3rd』 2019年5月25日発売、ISBN 978-4-04-108140-2